# Frontera entre l'Índia i el Nepal
La frontera entre l'Índia i Nepal és la línia frontera que separa Nepal de l'Índia (estats d'Uttarakhand, Bihar, Uttar Pradesh, Sikkim i Bengala Occidental) en sentit est-oest per la regió meridional de l'Himalaia, en la mateixa direcció que el paral·lel 31° nord, i el seu extrem oriental és una mica més al sud de l'extrem occidental. La muntanya Kanchenjunga, la tercera més alta del món, es troba en aquesta frontera.

## Disputes
Alguns rius de l'Himàlaia travessen la frontera dels dos estats, per la qual cosa han sorgit disputes fronterers sobre la propietat dels recursos hídrics. També es produeixen desacords a causa de diversos terraplens i embassaments construïts per l'Índia a la frontera entre l'Índia i Nepal. Segons les autoritats nepaleses, aquest és el motiu de la inundació de pobles del seu costat de la frontera. Les negociacions bilaterals sobre la divisió dels recursos hídrics se celebren cada sis mesos, però de fet se celebren cada pocs anys. Segons els indis, això es deu a la inestabilitat política al Nepal.